# Paksi FC

Das alte Logo des Paksi SE

Der Paksi Futball Club (auch Paks genannt) – vormals Paksi SE (Paksi Sportegyesület) – ist ein ungarischer Fußballverein aus der zentralungarischen Kleinstadt Paks an der Donau, der 1952 gegründet wurde. Die Vereinsfarben sind Grün und Weiß. Der Verein trägt seine Heimspiele im Fehérvári úti Stadion aus, das 6.150 Zuschauer fasst.

## Geschichte
Der Paksi SE stieg im Jahr 2006 erstmals in die erste ungarische Liga auf, die Nemzeti Bajnokság I. Zum Aufstieg trugen auch viele ehemalige Spieler des vormaligen Erstligisten Dunaferr SE bei.
In der ersten Liga erreichte Paksi zunächst dreimal den 11. Platz und rettete sich 2010 nur knapp auf den 14. Platz von 16 Teilnehmern. 2011 wurde der Verein Vizemeister und qualifizierte sich damit für die UEFA Europa League 2011/12.
2024 gewann Paks gegen Rekordmeister Ferencváros Budapest erstmals den ungarischen Pokal. 2025 gelang gegen denselben Gegner die Titelverteidigung und wird damit erneut in der UEFA Europa League 2025/26 antreten.

## Europapokalbilanz
| Saison  | Wettbewerb             | Runde                  | Gegner                | Gesamt | Hin     | Rück    |
| ------- | ---------------------- | ---------------------- | --------------------- | ------ | ------- | ------- |
| 2011/12 | UEFA Europa League     | 1. Qualifikationsrunde | UE Santa Coloma       | 5:0    | 1:0 (A) | 4:0 (H) |
| 2011/12 | UEFA Europa League     | 2. Qualifikationsrunde | Tromsø IL             | 4:1    | 1:1 (H) | 3:0 (A) |
| 2011/12 | UEFA Europa League     | 3. Qualifikationsrunde | Heart of Midlothian   | 2:5    | 1:1 (H) | 1:4 (A) |
| 2024/25 | UEFA Europa League     | 1. Qualifikationsrunde | Corvinul Hunedoara    | 2:4    | 0:4 (H) | 2:0 (A) |
| 2024/25 | UEFA Conference League | 2. Qualifikationsrunde | AEK Larnaka           | 5:0    | 3:0 (H) | 2:0 (A) |
| 2024/25 | UEFA Conference League | 3. Qualifikationsrunde | FK Mornar Bar         | 5:2    | 3:0 (H) | 2:2 (A) |
| 2024/25 | UEFA Conference League | Play-offs              | FK Mladá Boleslav     | 2:5    | 2:2 (A) | 0:3 (H) |
| 2025/26 | UEFA Europa League     | 1. Qualifikationsrunde | CFR Cluj              | 0:3    | 0:0 (H) | 0:3 (A) |
| 2025/26 | UEFA Conference League | 2. Qualifikationsrunde | NK Maribor            | 2:1    | 1:0 (H) | 1:1 (A) |
| 2025/26 | UEFA Conference League | 3. Qualifikationsrunde | FK Polissja Schytomyr | 2:4    | 0:3 (H) | 2:1 (A) |

Gesamtbilanz: 20 Spiele, 9 Siege, 6 Unentschieden, 5 Niederlagen, 29:25 Tore (Tordifferenz +4)

## Erfolge
- Ungarischer Vizemeister: 2011
- Ungarischer Pokalsieger: 2024, 2025
- Ungarischer Pokalfinalist: 2022

## Spieler
- Attila Tököli (2007–2010)
- Bálint Bajner (2015–2016)